# Пам'ятки історії Романівського району
У Романівському районі Житомирської області на обліку перебуває 69 пам'яток історії.
| №п/п | Охоронний номер      | Найменування пам'ятки                                                                                         | Адреса                                                                    | Рік        | Автор                     | № рішення про взяття на державний облік                                                                       | Фото                                                    |
| ---- | -------------------- | --- | ------------------------------------------------------------------------- | ---------- | ------------------------- | --- | ------------------------------------------------------- |
| 1.   | 256                  | Братська могила радянських воїнів. Поховано 98 чол.                                                           | смт Романів, Романівська сел. рада, вул. Заводська, 23                    | 19751960   | Камінський                | № 442 від 29.09.1969 р.                                                                                       |                                                         |
| 2.   | 255                  | Братська могила борців за встановлення радянської влади. Кількість похованих невідома.                        | смт Романів, Романівська сел. рада, в парку.                              | 1965       | -                         | № 442 від 29.09.1969 р.                                                                                       | Братська могила борців за встановлення радянської влади |
| 3.   | 2556                 | Братська могила жертв фашизму. Кількість похованих невідома. (скульптор Йосип Табачник, арх. П. М. Бирюк)     | смт Романів, Романівська сел. рада, вул. 50-річчя Жовтня.                 | 1982       | -                         | № 468 від 29.10.1983 р.                                                                                       |                                                         |
| 4.   | 254                  | Братська могила радянських воїнів. Поховано 62 чол.                                                           | смт Романів, Романівська сел. рада, вул. Шевченка.                        | 1960       | -                         | № 442 від 29.09.1969 р.                                                                                       |                                                         |
| 5.   | 245                  | Братська могила радянських воїнів. Поховано 42 чол.                                                           | смт Биківка, Биківська сел. рада, пров. Робочий.                          | 1959       | -                         | № 442 від 29.09.1969 р.                                                                                       |                                                         |
| 6.   | 246                  | Пам'ятник воїнам-односельчанам.                                                                               | смт Биківка, Биківська сел. рада, в центрі селища.                        | 1967       | Чаплінський А. С.         | № 442 від 29.09.1969 р.                                                                                       |                                                         |
| 7.   | 247                  | Братська могила радянських воїнів. Кількість похованих невідома.                                              | с. Білки, Прутівська с/р., в лісі.                                        | 1958       | -                         | № 390 від 08.10.1992 р.                                                                                       |                                                         |
| 8.   | 248                  | Братська могила радянських воїнів та пам'ятник воїнам-односельчанам. Поховано 14 чол.                         | с. Булдичів, Булдичівська с/р, в центрі села.                             | 19491970   | -                         | № 442 від 29.09.1969 р.                                                                                       |                                                         |
| 9.   | 249                  | Братська могила радянських воїнів. Поховано 10 чол.                                                           | с. Велика Козара, Великокозарська с/р, на кладовищі.                      | 1958       | -                         | № 442 від 29.09.1969 р.                                                                                       |                                                         |
| 10.  | 1956                 | Братська могила радянських воїнів. Поховано 3 чол.                                                            | с. Вила, Соболівська с/р, біля школи.                                     | -          | Михайлов М. О.            | № 559 від 26.12.1979 р.                                                                                       |                                                         |
| 11.  | 257                  | Братська могила радянських воїнів. Поховано 14 чол.                                                           | с. Вільха, Вільшанська с/р, в центрі села.                                | 1955       | -                         | № 442 від 29.09.1969 р.                                                                                       |                                                         |
| 12.  | 1536                 | Пам'ятник воїнам-односельчанам.                                                                               | с. Вільха, Вільшанська с/р, в центрі.                                     | 1960       | -                         | № 388 від 06.09.1976 р.                                                                                       |                                                         |
| 13.  | 250                  | Братська могила радянських воїнів. Поховано 36 чол.                                                           | с. Врублівка, Врублівська с/р, на кладовищі.                              | 1958       | -                         | № 442 від 29.09.1969 р.                                                                                       |                                                         |
| 14.  | 251                  | Братська могила радянських воїнів. Поховано 15 чол.                                                           | с. Врублівка, Врублівська с/р, в центрі села.                             | 1959       | -                         | № 442 від 29.09.1969 р.                                                                                       |                                                         |
| 15.  | 2800                 | Пам'ятник воїнам-односельчанам та репресованим.                                                               | с. Врублівка, Врублівська с/р, в центрі села.                             | 1990       | -                         | № 390 від 08.10.1992 р.                                                                                       |                                                         |
| 16.  | 1957                 | Пам'ятник працівникам лісництва, що загинули в роки ВВВ.                                                      | с. Гвіздярня, Садківська с/р, в лісництві.                                | 1974       | -                         | № 559 від 26.12.1979 р.                                                                                       |                                                         |
| 17.  | 1958                 | Могила радянського воїна.                                                                                     | с. Годиський Хутір (Микільськ), Годиська с/р.                             | 1975       | -                         | № 559 від 26.12.1979 р.                                                                                       |                                                         |
| 18.  | 252                  | Братська могила радянських воїнів. Поховано 7 чол.                                                            | с. Годиха, Годиська с/р, біля церкви.                                     | 1960       | -                         | № 442 від 29.09.1969 р.                                                                                       |                                                         |
| 19.  | 253                  | Братська могила радянських воїнів. Поховано 7 чол.                                                            | с. Гордіївка, Гордіївська с/р, біля школи.                                | 1960       | -                         | № 442 від 29.09.1969 р.                                                                                       |                                                         |
| 20.  | 1959                 | Пам'ятник воїнам-односельчанам.                                                                               | с. Гордіївка, Гордіївська с/р, в центрі села.                             | 1965       | -                         | № 559 від 26.12.1979 р.                                                                                       |                                                         |
| 21.  | 1538(0600003)3896-Жт | Пам'ятник Марцун М. А. — двічі Герой Соціалістичної Праці.                                                    | с. Камінь, вул. Леніна, 40 Камінська с/р, біля Будинку культури.          | 1958       | Зноба В. І., Ланько І. С. | № 711 від 21.07.1965 р.наказ МКТ № 58/0/16-10 від 03.02.2010 у редакції наказу МКТ від 16.06.11 № 453/0/16-18 |                                                         |
| 22.  | 260                  | Братська могила радянських воїнів. Поховано 3 чол.                                                            | с. Камінь, Камінська с/р, на кладовищі.                                   | 1957       | -                         | № 442 від 29.09.1969 р.                                                                                       |                                                         |
| 23.  | 261                  | Братська могила радянських воїнів. Поховано 49 чол.                                                           | с. Кам'янка, Кам'янська с/р, на кладовищі.                                | 1953       | -                         | № 442 від 29.09.1969 р.                                                                                       |                                                         |
| 24.  | 268                  | Могила Ожаровського М. О. — підпільника.                                                                      | с. Кам'янка, Кам'янська с/р, на кладовищі.                                | 1968       | -                         | № 442 від 29.09.1969 р.                                                                                       |                                                         |
| 25.  | 1960                 | Братська могила радянських воїнів. Поховано 49 чол.                                                           | с. Кам'янка, Кам'янська с/р, на кладовищі.                                | 1949       | -                         | № 559 від 26.12.1979 р.                                                                                       |                                                         |
| 26.  | 1961                 | Пам'ятник воїнам-односельчанам.                                                                               | с. Кам'янка, Кам'янська с/р, в центрі села.                               | 1977       | Кальчук В. А.             | № 559 від 26.12.1979 р.                                                                                       |                                                         |
| 27.  | 258                  | Братська могила радянських воїнів. Поховано 150 чол.                                                          | с. Карвинівка, Карвинівська с/р, біля клубу.                              | 1961       | -                         | № 442 від 29.09.1969 р.                                                                                       |                                                         |
| 28.  | 259                  | Братська могила радянських воїнів. Поховано 122 чол.                                                          | с. Карвинівка, Карвинівська с/р, в парку.                                 | 1961       | -                         | № 442 від 29.09.1969 р.                                                                                       |                                                         |
| 29.  | 262                  | Братська могила радянських воїнів. Поховано 89 чол.                                                           | с. Колодяжне, Колодяжненська /р, на кладовищі.                            | 1962       | -                         | № 442 від 29.09.1969 р.                                                                                       |                                                         |
| 30.  | 263                  | Пам'ятник воїнам-односельчанам.                                                                               | с. Колодяжне, Колодяжненська с/р, в центрі села.                          | 1965       | -                         | № 442 від 29.09.1969 р.                                                                                       |                                                         |
| 31.  | 264                  | Братська могила радянських воїнів. Поховано 13 чол.                                                           | с. Лісна Рудня, Ягодинська с/р, на кладовищі.                             | 1949       | -                         | № 442 від 29.09.1969 р.                                                                                       |                                                         |
| 32.  | 1962                 | Пам'ятник воїнам-односельчанам.                                                                               | с. Лісна Рудня, Ягодинська с/р, в центрі села.                            | 1977       | -                         | № 559 від 26.12.1979 р.                                                                                       |                                                         |
| 33.  | 265                  | Братська могила радянських воїнів. Поховано 4 чол.                                                            | с. Мала Козара, Малокозарська с/р, в центрі села.                         | 1959       | -                         | № 442 від 29.09.1969 р.                                                                                       |                                                         |
| 34.  | 266                  | Братська могила радянських воїнів. Поховано 9 чол.                                                            | с. Межирічка, Годиська с/р, в центрі села.                                | 1952       | -                         | № 442 від 29.09.1969 р.                                                                                       |                                                         |
| 35.  | 267                  | Пам'ятник воїнам-визволителям.                                                                                | смт Миропіль, Миропільська сел. рада, в центрі селища.                    | 1958       | -                         | № 442 від 29.09.1969 р.                                                                                       |                                                         |
| 36.  | 269                  | Братська могила радянських воїнів. Поховано 59 чол.                                                           | смт Миропіль, Миропільська сел. рада, на польському кладовищі.            | 19521975   | -                         | № 442 від 29.09.1969 р.                                                                                       |                                                         |
| 37.  | 1963                 | Братська мог ила радянських воїнів. Поховано 143 чол.                                                         | смт Миропіль, Миропільська сел. рада, на українському кладовищі.          | 1,9522E+11 | -                         | № 559 від 26.12.1979 р.                                                                                       |                                                         |
| 38.  | 1964                 | Могила Ковалюка І. П. — голови колгоспу.                                                                      | смт Миропіль, Миропільська сел. рада, на українському кладовищі.          | 1975       | -                         | № 559 від 26.12.1979 р.                                                                                       |                                                         |
| 39.  | 1965                 | Братська могила радянських воїнів. Поховано 4 чол.                                                            | смт Миропіль, Миропільська сел. рада, вул. Леніна.                        | 1975       | -                         | № 559 від 26.12.1979 р.                                                                                       |                                                         |
| 40.  | 1966                 | Братська могила учасників громадянської війни. Кількість похованих невідома.                                  | смт Миропіль, Миропільська сел. рада, вул. Леніна, 67                     | 1939       | --                        | № 559 від 26.12.1979 р.                                                                                       |                                                         |
| 41.  | 2801                 | Братська могила радянських воїнів. Кількість похованих невідома.                                              | смт Миропіль, Миропільська сел. рада, на кладовищі.                       | 1985       | -                         | № 390 від 08.10.1992 р.                                                                                       |                                                         |
| 42.  | 2555                 | Братська могила жертв фашизму. Кількість похованих невідома.                                                  | смт Миропіль, Миропільська сел. рада, біля річки.                         | 1972       | -                         | № 468 від 29.10.1983 р.                                                                                       |                                                         |
| 43.  | 1967                 | Пам'ятник воїнам-односельчанам.                                                                               | смт Миропіль, Миропільська сел. рада, в центрі селища.                    | 1965       | -                         | № 559 від 26.12.1979 р.                                                                                       |                                                         |
| 44.  | 2802                 | Могила Кирилюка А. А. — підпільника.                                                                          | смт Миропіль, (старий Миропіль), Миропільська сел. рада, на кладовищі.    | 1975       | -                         | № 390 від 08.10.1992 р.                                                                                       |                                                         |
| 45.  | 1970                 | Братська могила радянських воїнів. Кількість похованих невідома.                                              | смт Миропіль, (старий Миропіль), Миропільська сел. рада, на кладовищі.    | 1975       | -                         | № 559 від 26.12.1979 р.                                                                                       |                                                         |
| 46.  | 280                  | Пам'ятник воїнам-односельчанам.                                                                               | смт Миропіль, (старий Миропіль), Миропільська сел. рада, в центрі селища. | 1950       | -                         | № 442 від 29.09.1969 р.                                                                                       |                                                         |
| 47.  | 1534                 | Братська могила радянських воїнів. Поховано 21 чол.                                                           | с. Нивна, Нивнинська с/р, в центрі села.                                  | 1965       | -                         | № 388 від 06.09.1976 р.                                                                                       |                                                         |
| 48.  | 1968                 | Братська могила радянських воїнів. Поховано 4 чол.                                                            | с. Паволочка, Печанівська с/р, в центрі села.                             | 1949       | -                         | № 559 від 26.12.1979 р.                                                                                       |                                                         |
| 49.  | 270                  | Братська могила радянських воїнів. Поховано 22 чол.                                                           | с. Паволочка, Печанівська с/р, на кладовищі.                              | 1960       | -                         | № 442 від 29.09.1969 р.                                                                                       |                                                         |
| 50.  | 271                  | Братська могила радянських воїнів. Поховано 28 чол.                                                           | с. Печанівка, Печанівська с/р, в центрі села.                             | 1954       | -                         | № 442від 29.09.1969 р.                                                                                        |                                                         |
| 51.  | 1969                 | Братська могила жертв фашизму та могила Підкоритова В. М. — партизана. Поховано 69 чол.                       | с. Печанівка, Печанівська с/р, в центрі села.                             | 1966       | -                         | № 559 від 26.12.1979 р.                                                                                       |                                                         |
| 52.  | 272                  | Пам'ятник воїнам-односельчанам.                                                                               | с. Пилипо-Кошара, Малокозарська с/р, у парку.                             | 1965       | -                         | № 442 від 29.09.1969 р.                                                                                       |                                                         |
| 53.  | 2554                 | Братська могила радянських воїнів. Кількість похованих невідома.                                              | с. Прутівка, Прутівська с/р.                                              | 1980       | -                         | № 468 від 29.10.1983 р.                                                                                       |                                                         |
| 54.  | 273                  | Братська могила радянських воїнів. Поховано 13 чол.                                                           | с. Романівка, Романівська с/р, на кладовищі.                              | 1965       | -                         | № 442 від 29.09.1969 р.                                                                                       |                                                         |
| 55.  | 274                  | Братська могила радянських воїнів. Поховано 33 чол.                                                           | с. Романівка, (Шуляйки), Романівська с/р, на кладовищі.                   | 1965       | -                         | № 442 від 29.09.1969 р.                                                                                       |                                                         |
| 56.  | 275                  | Група братських могил (7) радянських воїнів. Поховано 33 чол.                                                 | с. Романівка, (Червоний Промінь), Романівська с/р, на кладовищі.          | 1965       | -                         | № 442 від 29.09.1969 р.                                                                                       |                                                         |
| 57.  | 276                  | Пам'ятник воїнам-односельчанам.                                                                               | с. Романівка, (Шуляйки), Романівська с/р, в центрі села.                  | 1965       | -                         | № 442 від 29.09.1969 р.                                                                                       |                                                         |
| 58.  | 277                  | Братська могила радянських воїнів. Поховано 8 чол.                                                            | с. Садки, Садківська с/р, в центрі села.                                  | 1960       | -                         | № 442 від 29.09.1969 р.                                                                                       |                                                         |
| 59.  | 278                  | Братська могила радянських воїнів. Поховано 53 чол.                                                           | с. Сарнівка, Биківська сел. рада, в центрі села.                          | 1957       | -                         | № 442 від 29.09.1969 р.                                                                                       |                                                         |
| 60.  | 279                  | Група (7) могил радянських воїнів. Поховано 7 чол.                                                            | с. Соболівка, Соболівська с/р, на кладовищі.                              | 1957       | -                         | № 442 від 29.09.1969 р.                                                                                       |                                                         |
| 61.  | 279 (а)              | Могила Путиліна В. С. — Героя Радянського Союзу.                                                              | с. Соболівка, Соболівська с/р, на кладовищі.                              | 1957       | -                         | № 442 від 29.09.1969 р.                                                                                       |                                                         |
| 62.  | 281                  | Братська могила радянських воїнів і партизан та пам'ятник воїнам-односельчанам. Кількість похованих невідома. | с. Старочуднівська Гута, Старочуднівськогутянська с/р, в центрі села.     | 19491988   | -                         | № 442 від 29.09.1969 р.                                                                                       |                                                         |
| 63.  | 1971                 | Пам'ятник воїнам-односельчанам.                                                                               | с. Товща, Биківська сел. рада, в центрі селища.                           | 1970       | -                         | № 559 від 26.12.1969 р.                                                                                       |                                                         |
| 64.  | 2606                 | Пам'ятник воїнам-односельчанам.                                                                               | с. Хижинці, Хижинецька с/р, біля клубу.                                   | 1984       | -                         | № 52 від 04.02.1985 р.                                                                                        |                                                         |
| 65.  | 1972                 | Могила Марцун М. А. — двічі Героя Соціалістичної Праці.                                                       | с. Химрич, Камінська с/р, на кладовищі.                                   | 1970       | -                         | № 559 від 26.12.1969 р.                                                                                       |                                                         |
| 66.  | 1535                 | Братська могила радянських воїнів. Поховано 5 чол.                                                            | с. Химрич, Камінська с/р, на кладовищі.                                   | 1959       | -                         | № 388 від 06.09.1976 р.                                                                                       |                                                         |
| 67.  | 282                  | Братська могила радянських воїнів. Поховано 3 чол.                                                            | с. Червоні Хатки, Червонохатківська с/р, в центрі села.                   | 1958       | -                         | № 442 від 29.09.1969 р.                                                                                       |                                                         |
| 68.  | 283                  | Братська могила радянських воїнів. Поховано 14 чол.                                                           | с. Ягодинка, Ягодинська с/р, в центрі села.                               | 1950       | -                         | № 442 від 29.09.1969 р.                                                                                       |                                                         |
| 69.  | 284                  | Братська могила радянських воїнів та пам'ятник воїнам-односельчанам. Поховано 14 чол.                         | с. Ясногород, Ясногородська с/р, на території школи.                      | 19501975   | -                         | № 3442 від 29.09.1969 р.                                                                                      |                                                         |